# كارل تايلور
كارل تايلور (بالإنجليزية: Carl Taylor)‏ (20 يناير 1937 في المملكة المتحدة - ) هو لاعب كرة قدم بريطاني في مركز الهجوم. لعب مع نادي بيرتن ألبيون ونادي ميدلزبره ووولفرهامبتون واندررز ونادي ألدرشوت وPenrith A.F.C. ‏ ودارلينجتون إف سى.

## وصلات خارجية
- كارل تايلور على موقع قاعدة بيانات كرة القدم.إي يو (الإنجليزية)